# Petit-duc de Mantanani
Otus mantananensis
Espèce
Synonymes
- Scops mantananensis Sharpe, 1892
(protonyme)

Statut de conservation UICN

 LC  : Préoccupation mineure
Statut CITES
Le Petit-duc de Mantanani (Otus mantananensis) est une espèce d'oiseaux de la famille des Strigidae.

## Répartition
Cette espèce vit à Bornéo et aux Philippines.

## Sous-espèces
D'après la classification de référence (version 14.1, 2024) de l'Union internationale des ornithologues, le Petit-duc de Mantanani possède 4 sous-espèces (ordre philogénique) :
- Otus mantananensis mantananensis (Sharpe, 1892) ;
- Otus mantananensis cuyensis McGregor, 1904 ;
- Otus mantananensis romblonis McGregor, 1905 ;
- Otus mantananensis sibutuensis (Sharpe, 1893).